# Thomas Bezucha
Thomas Bezucha, né Thomas Gordon Bezucha le 8 mars 1964, est un réalisateur et scénariste américain.
Il est connu pour avoir écrit et réalisé Big Eden (2000), Esprit de famille (2005) et Bienvenue à Monte-Carlo (2011).
Il est ouvertement gay, et l'homosexualité est un sujet qu'il traite dans certains de ses films.

## Filmographie

### Réalisateur et scénariste
- 2000 : Big Eden
- 2005 : Esprit de famille (The Family Stone)
- 2011 : Bienvenue à Monte-Carlo (Monte Carlo)
- 2020 : L'un des nôtres (Let Him Go)
- 2023 : Secret Invasion (co-réalisée avec Ali Selim)

### Scénariste
- 2018 : Le Cercle littéraire de Guernesey (The Guernsey Literary and Potato Peel Pie Society) de Mike Newell